# Rally Sur do Condado de 2014
El Rally Sur do Condado de 2014 fue la undécima edición y la quinta prueba de la temporada 2014 del Campeonato de Galicia de Rally. Se disputó el 12 de julio.

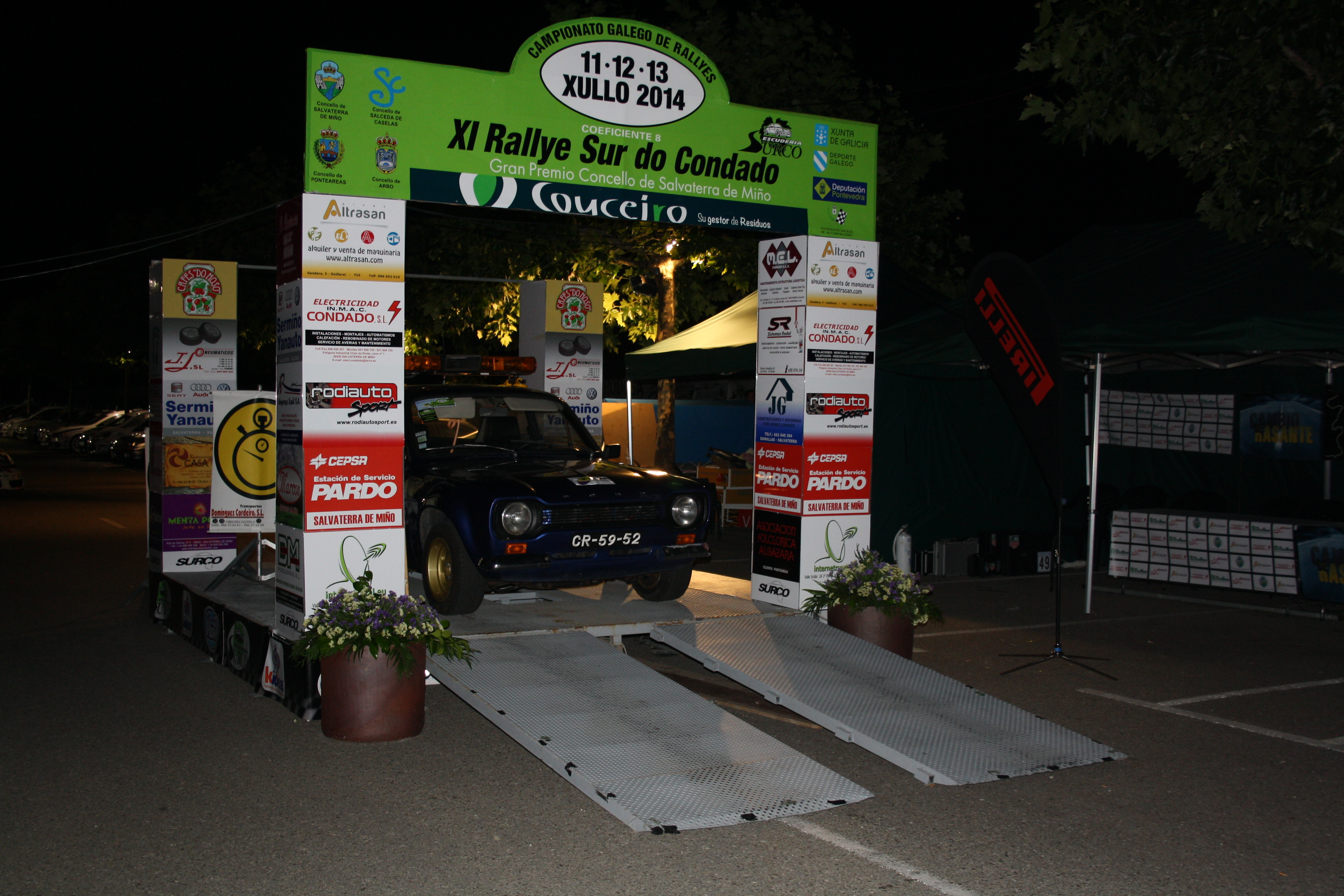
Podio de la prueba.

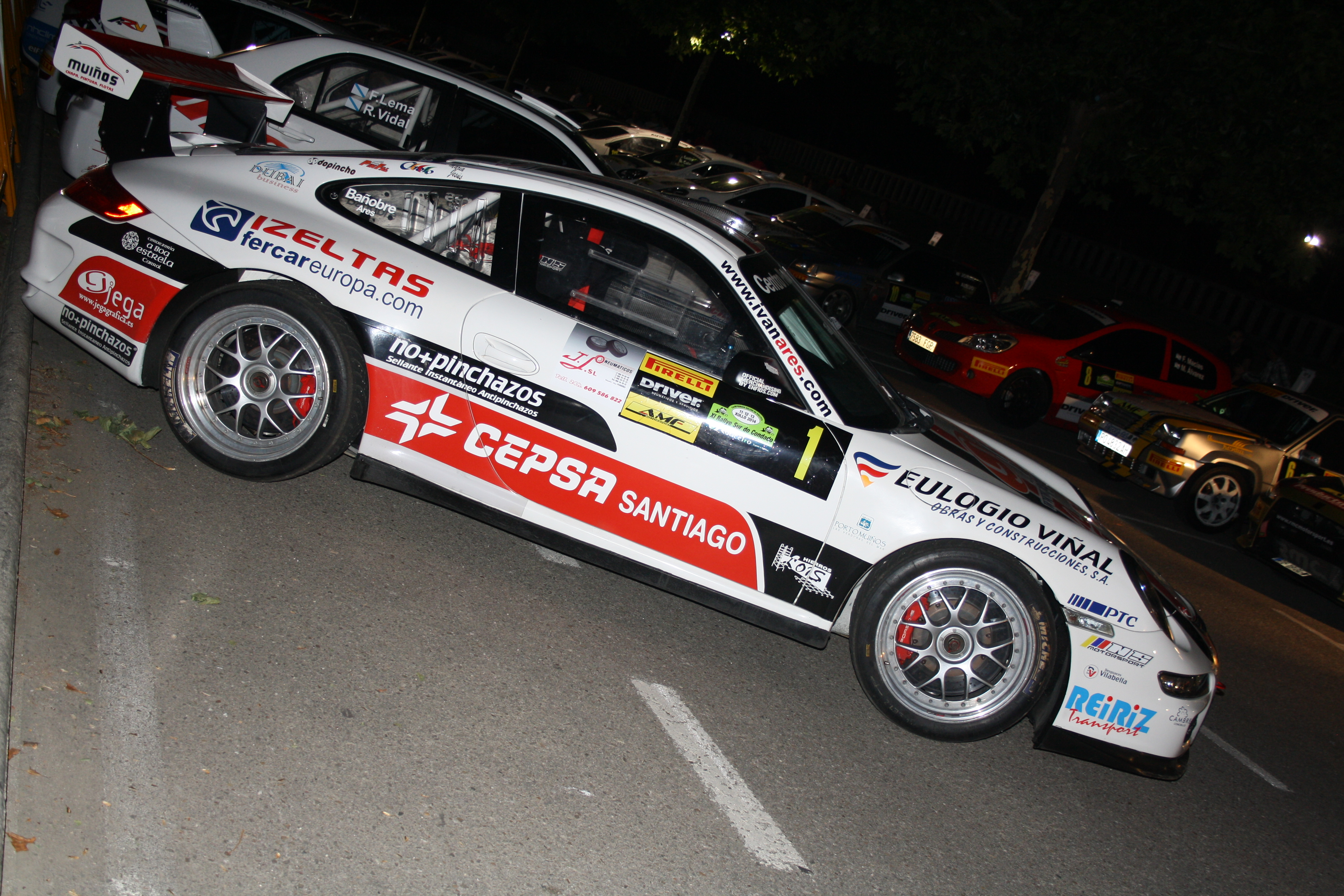
Iván Ares en el parque cerrado (primer clasificado).

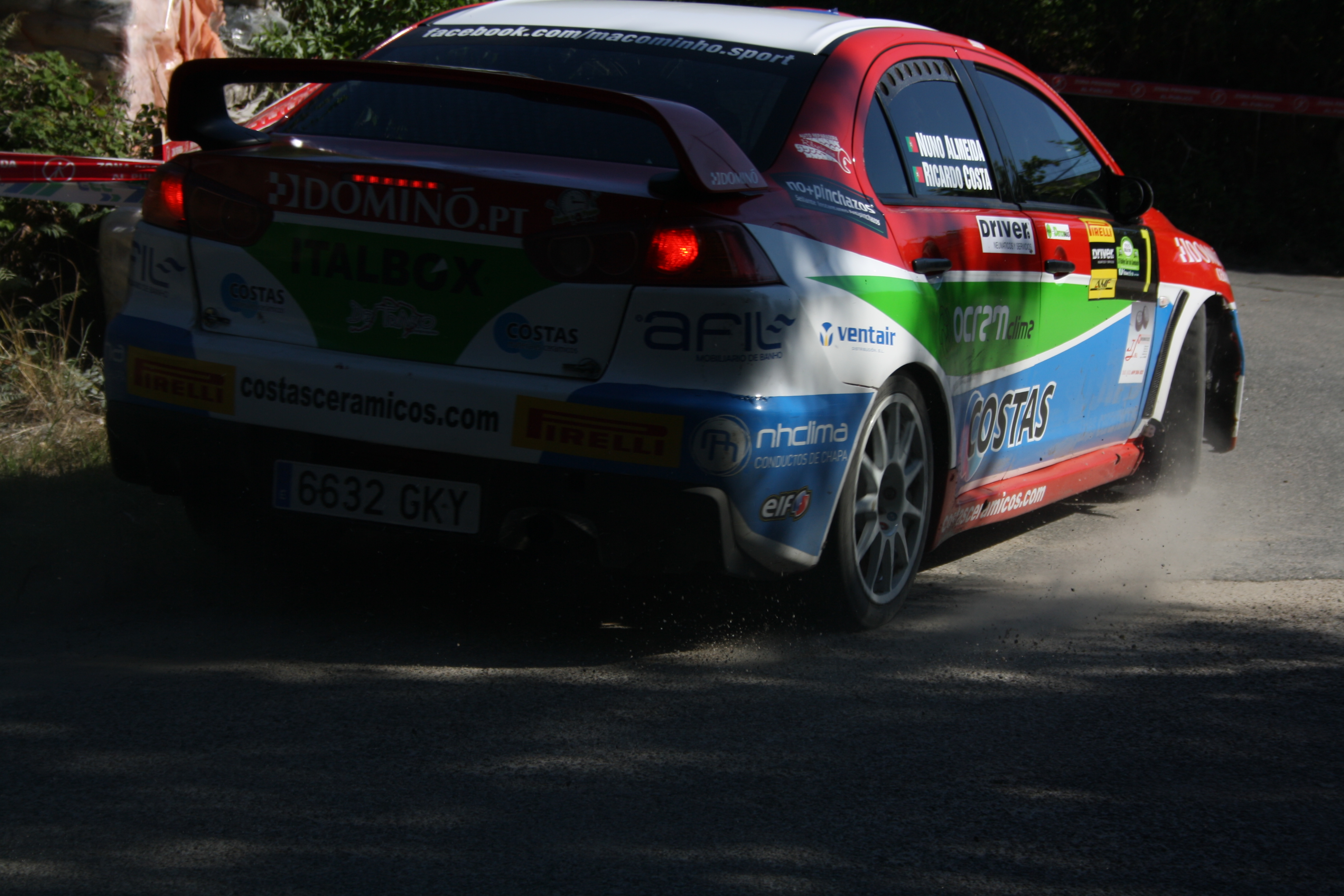
TC6, Ricardo Sousa Costa (segundo clasificado).

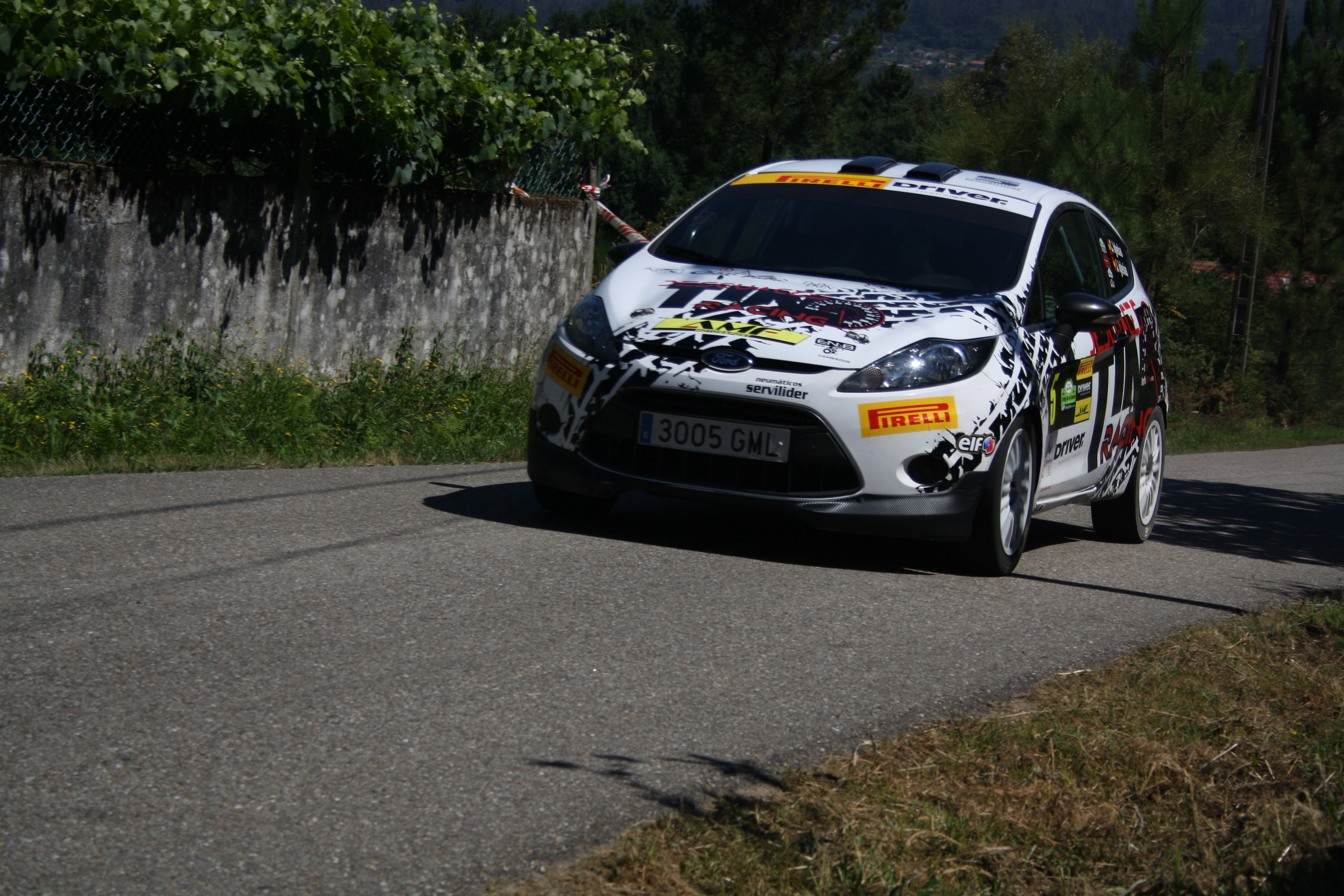
TC3, Celestino Iglesias Cores(tercer clasificado).

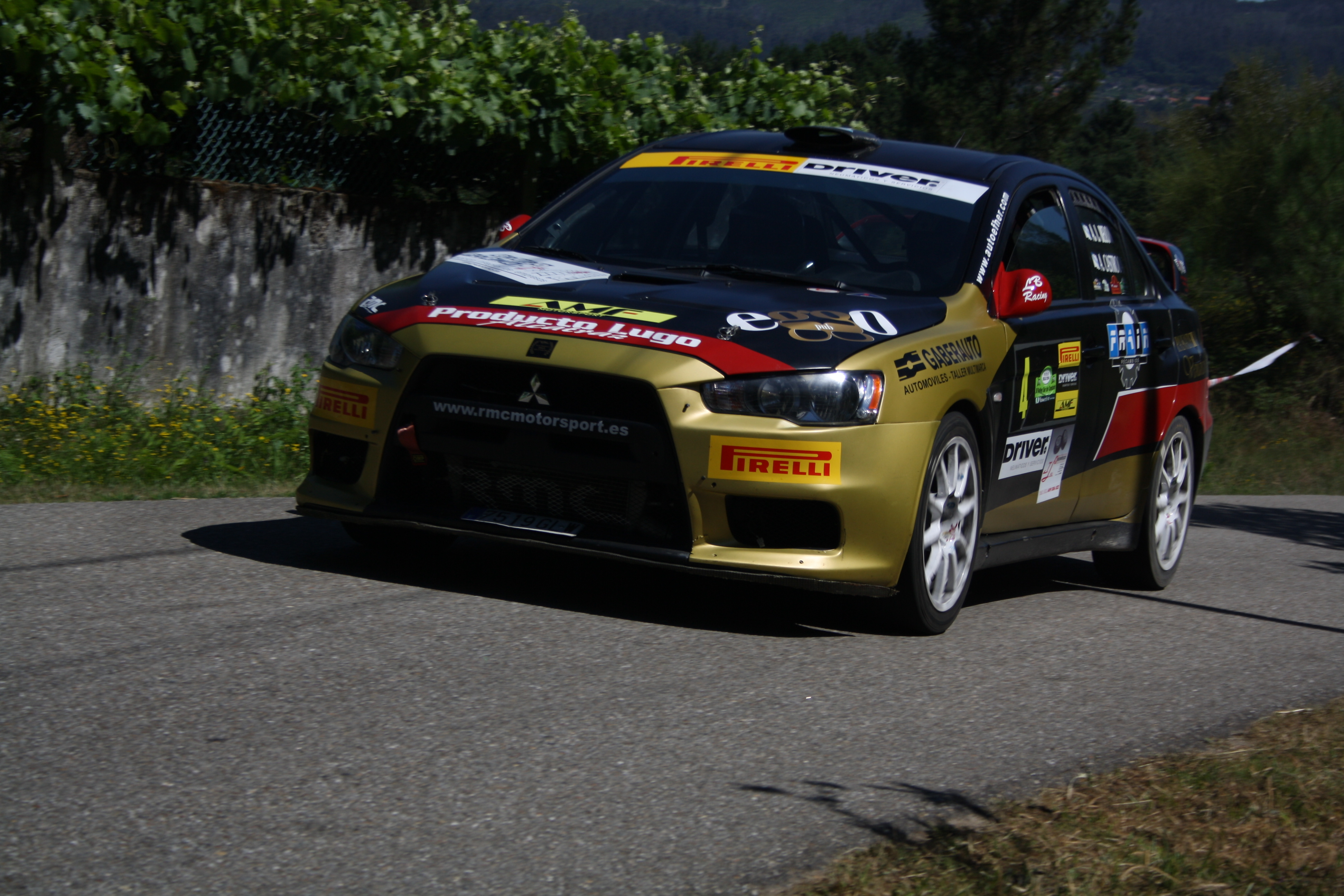

## Itinerario
| Día   | TC   | Tramo                             | Km       | Hora | Ganador            | Tiempo   |
| ----- | ---- | --------------------------------- | -------- | ---- | ------------------ | -------- |
| Día 1 | TC 1 | Electricidad Condado (Ponteareas) | 12.00 km | 8:43 | David González Gil | 7:20.380 |
| Día 1 | TC 2 | Negocios de Arbo                  | 12.10 km | 9:28 | David González Gil | 8:19.774 |
| Día 1 | TC 3 | Electricidad Condado (Ponteareas) | 12.00 km |      | Iván Ares          | 7:04.590 |
| Día 1 | TC 4 | Negocios de Arbo                  | 12.10 km |      | Iván Ares          | 8:13.800 |
| Día 1 | TC 5 | Talleres Sermiño Yáñez            | 12.50 km |      | Iván Ares          | 8:02.603 |
| Día 1 | TC 6 | Electro Granxa                    | 11.80 km |      | Neutralizado       |          |
| Día 1 | TC 7 | Talleres Sermiño Yáñez            | 12.50 km |      | Iván Ares          | 8:01.510 |
| Día 1 | TC 8 | Electro Granxa                    | 11.80 km |      | Iván Ares          | 7:45.850 |

## Clasificación final
| #   | Piloto                    | Copiloto                    | Automóvil               | Tiempo      | Difere.   |
| --- | ------------------------- | --------------------------- | ----------------------- | ----------- | --------- |
| 1.  | Iván Ares                 | Álvaro Bañobre              | Porsche 911 GT3         | 1h02:10.781 | 0.0       |
| 2.  | Ricardo Sousa Costa       | Nuno Sousa Almeida          | Mitsubishi Lancer Evo X | 1h04:38.836 | +2:02.232 |
| 3.  | Celestino Iglesias Cores  | Jorge Iglesias Cores        | Ford Fiesta R2          | 1h04:50.483 | +2:13.879 |
| 4.  | Miguel Paredes Cid        | Alex Cid Álvarez            | Renault Clio R3         | 1h05:23.625 | +2:47.021 |
| 5.  | Javier Martínez Carrecedo | Marcos Fernández Domínguez  | Renault 5 GT Turbo      | 1h05:40.651 | +3:04.047 |
| 6.  | Rubén Domínguez Márquez   | Cristina Mosquera Rodríguez | Peugeot 206 XS          | 1h06:19.434 | +3:42.830 |
| 7.  | Jorge Pérez Oliveira      | Alejo Souto Lage            | Renault Clio Williams   | 1h06:40.631 | +4:04.027 |
| 8.  | Daniel Castro Rodríguez   | Sergio Martínez Luaces      | Peugeot 206 XS          | 1h07:36.902 | +5:00.298 |
| 9.  | Lisardo Abelleira Santos  | David Torres Melón          | Citroën Saxo TS 16V     | 1h08:10.709 | +5:34.105 |
| 10. | Diego Aneiros Vivero      | David Bra Solmo             | Citroën Saxo VTS 16V    | 1h08:16.454 | +5:39.850 |

| Predecesor: Rally Cidade de Narón de 2014 | Campeonato de Galicia de Rally Temporada 2014 | Sucesor: Rally Comarca da Ulloa de 2014 |